# إزرائيل سينجر
إزرائيل سينجر (بالإنجليزية: Israel Singer)‏ هو عالم سياسة أمريكي، ولد في 29 يوليو 1942 في نيويورك في الولايات المتحدة.